# 일시 해고
일시 해고(一時解雇, layoff)는 기업이 경영 부진으로, 대규모 인력 감축 등 구조조정의 일환으로, 나중에 재고용할 것을 약속하고 종업원을 한시적으로 해고하는 일을 가리키는 단어이다. 미국과 일본 기업에서는 계절적 변동, 경기 변동에 의하여 조업도가 저하되고, 인원이 남을 경우 일시해고의 조치가 취해지는 경우가 많다. 미국과 일본 기업의 일시해고에서는 기업들이 흔히 말하는 해고라는 것이 아니고, 재고용권을 한시적으로 유보하여, 일시적인 해고를 서면으로 통고하는 것을 말한다. 이 경우 선임권 내지 선임 순서가 문제가 되며 일반적으로는 근속 기간이 짧은 자부터 일시 해고의 대상이 된다. 선임권에는 몇 가지 종류가 있어서 회사 또는 공장에서의 근속 기간이 척도가 되는 경우 외에 동일 업무에 관해서의 그것이 문제되는 경우가 있다. 어느 쪽이든지 미국 기업의 노동 협약에서는 선임권에 관한 규정이 포함된다.

## 같이 보기
- 강제 휴가
- 업무위탁
- 아웃소싱
- 구조조정
- 퇴직금
- 무역조정 지원조치
- 실업